# Trance (Musik)
Trance (engl.: tɹæns; lat. transire, hinübergehen, überschreiten) ist eine Kategorie elektronischer Musik, die sich bis Anfang der 1990er Jahre geformt hat und sich nach den harmonisch entsprechenden Akkorden und Melodien richtet. Gemeint sind hier insbesondere lange beruhigende und atmosphärische Klangteppiche. Prinzipiell ist Trance rhythmisch und tanzbar. In der Regel befindet sich der Tempobereich bei 136–145 Schlägen pro Minute.

## Musik
Der Grundrhythmus steht im Vier-Viertel-Takt, in der Regel wird jedes Viertel durch eine Bassdrum betont. Ergänzende Elemente sind Hi-Hats (off-beat) und Snares/Handclaps (meist auf den Zählzeiten 2 und 4). Im Gegensatz zu Techno folgen Trance-Produktionen der Harmonik. Dabei werden eher Moll-Grundtonarten verwendet, manchmal sogar nur Quint-Oktav-Klänge. Das Harmonieschema ist eher einfach strukturiert; Erweiterungen wie Quartvorhalte, Sexten, Septimen oder Nonen werden zusätzlich verwendet, aber schnell aufgelöst und nicht als Dissonanzen stehengelassen oder weitergeführt. Die Harmonien bestehen typischerweise aus tragenden Synthesizer-Akkorden (oft als Arpeggio) und höheren Melodie-Sequenzen. Besonders die Synthesizer-Wellenform SuperSaw ist in der Trancemusik von großer Bedeutung. Die Harmoniefolgen werden immer wieder wiederholt, so entsteht eine monotone Sphäre, in die der Hörer sich fallen lassen kann (Trance). Heute sind auch die Harmoniefolgen, Sequenzen, Sphären oder die Effekte nicht mehr nur im Loop (wiederholendes Musikstückchen), sondern variieren im Verlauf des Songs. Somit variiert auch der Spannungsverlauf sowie die emotionale Deutung.
In den 1990er Jahren wurde für Basslinien häufig auch der Roland TB-303 eingesetzt, überwiegend beim Acid Techno. Im Gegensatz zu Acid House und Techno ist Trance viel melodischer und besticht durch vielfältige Effekte, Klänge aus den verschiedensten Musikrichtungen und vor allem durch Sphären.
Stiltypische Stücke aus dem Bereich Trance
- 1990: Age of Love – The Age of Love
- 1992: Jam & Spoon – Stella
- 1993: Energy 52 – Cafe del Mar
- 1998: Paul van Dyk – For an Angel (E-Werk Club Mix)
- 1999: Chicane – Saltwater
- 2003: Motorcycle – As The Rush Comes (Gabriel & Dresden Sweeping Strings Mix)
- 2005: Above & Beyond vs. Andy Moor – Air For Life
- 2008: Sunlounger feat. Zara – Lost
- 2011: Aly & Fila feat. Jwaydan – We Control The Sunlight
- 2015: Gouryella – Anahera

## Geschichte
Trance entstand über einige Jahrzehnte aus diversen Musikrichtungen, darunter Synthiepop, Hi-NRG, Ambient, (Acid-)House und (Acid-)Techno. Aufgrund dieser komplexen Zusammensetzung ist es schwierig, die erste Trance-Produktion zu benennen, es lässt sich aber festhalten, dass sich die Musik als Kategorie bis Anfang der 1990er Jahre geformt hat.

### Prolog
Trance (lat. transire hinübergehen, überschreiten) kam als Begriff in der Musik erstmals im Jazz vor, in den Musiktiteln wie in Lou Gold & His Orchestra – Dancing In A Trance (1930) oder Korla Pandit – Trance Dance (1954).
Erste elektronische Musikstücke erschienen dank des Synthesizers oder elektronischen Musikinstrumentes wie dem Theremin in den 1940er und 1950er Jahren, anhand der Werke von beispielsweise Pierre Schaeffer, Herbert Eimert oder Else Marie Pade. Erst durch den Einsatz der genannten Pioniere wurden die Voraussetzungen für die stilistischen Trance-Vorläufer wie Synthiepop oder Elektropop geschaffen. Das Instrumentalstück Popcorn (1969) gehört bereits zur frühen Synthiepop-Ära.
Beispiele für frühe elektronischen Musikstücke:
- 1951: Bernard Herrmann – The Day the Earth Stood Still (Original Motion Picture Soundtrack)[4]
- 1957: Tom Dissevelt & Kid Baltan – Song of the Second Moon[5]
- 1959: Raymond Scott – Cindy Electronium[6]
- 1963: B.B.C. Radiophonic Workshop – Doctor Who[7]
- 1969: Bruce Haack – Electric to Me Turn[8]
- 1969: Gershon Kingsley – Pop Corn[9]

### Musikalische Wurzeln (1970er)
Die Wurzeln der Trance-Musik sind auf die 1970er zurückzuverfolgen, auf die Werke von der deutschen elektronischen Band Kraftwerk wie Autobahn (1974) oder Trans Europe Express (1977) und des italienischen Pioniers Giorgio Moroder, vor allem erkennbar in seiner 8-minütigen Version von I Feel Love aus dem Jahre 1977. Da Trance eng verwandt mit Ambient oder Berliner Schule ist, sind auch die deutschen Pioniere Klaus Schulze und Can hervorzuheben, die in ihren elektronischen Kompositionen atmosphärische Klangteppiche erzeugt haben, die wiederum zur Charakteristik von Trance gehören. Zudem veröffentlichte Eberhard Schoener im Jahre 1977 sein elektronisches Rockalbum Trance-Formation, darin enthalten ist die gleichnamige Single Trance-Formation sowie Falling In Trance. Etwas träumerisch analysiert sich Eberhard: „Diese Musik schildert meine ganz persönlichen, subjektiven Erfahrungen und Empfindungen meiner häufigen Reisen nach Südostasien, insbesondere eine Expedition durch Nepal bis an die tibetanische Grenze.(…) Diese Musik hat mit Trance zu tun.“
Nachträglich lassen sich in folgenden Musikstücken Trance-Elemente zurückverfolgen oder sind sogar selbst als Trance definierbar:
- 1974:[14] Tangerine Dream – Phaedra
- 1977:[15] Donna Summer – I Feel Love
- 1977:[16] Kraftwerk – Trans Europe Express
- 1978:[17] Automat – Automat (The Rise)
- 1978:[18] Giorgio Moroder – Chase
- 1978:[19] Transvolta – Disco Computer

### Entstehungsphase (1980er)
Der Trance-Begriff gewann in der Musik immer häufiger Verwendung und fand sich u. a. in den Albumtiteln von Klaus Schulze Trancefer (1981) und En=Trance (1988) wieder. Schließlich veröffentlichte die britische Musikgruppe The KLF ihre Musikstücke Ende der 1980er als „Pure Trance“, darunter What Time is Love (1988), Kylie Said Trance (1989) und Last Train to Trancentral (1989), was zur damaligen Zeit die Musikrichtungen Acid Techno und House ergänzte.
Folgende Musikstücke sind nachträglich als Trance definierbar:
- 1980:[26] Kano – Cosmic Voyager
- 1981:[27] Laser – Laser
- 1981:[28] Monsoon – Ever So Lonely
- 1982:[29] Thanya – Freedom
- 1987:[30] Hypnosis – Automatic Piano
- 1988:[31] The KLF – What Time Is Love?
- 1989:[32] Psycho Team – Psycho
- 1989:[33] Illegal City – Hypnotize
- 1989:[34] Venus 1999 – Do know yourself

### Durchsetzung (Anfang 1990er)
Trance hat sich danach als musikalische Stilrichtung zu Beginn der 90er-Jahre vor allem in Deutschland entwickelt und durchgesetzt. Angeführt durch das Berliner Label MFS mit Produzenten wie Paul van Dyk, Cosmic Baby und Mijk van Dijk sowie durch Frankfurt, wo DJ Dag, Technoclub-Gründer Talla 2XLC und das Label Eye Q Records, rund um Sven Väth mit Ralf Hildenbeutel, Stevie B-Zet und A.C. Boutsen, zu den wichtigsten Vertretern zählen.
Auswahl an bekannten Musikstücken dieser Zeit:
- 1990:[36] Age of Love – The Age of Love
- 1991:[37] The Future Sound Of London – Papua New Guinea
- 1991:[38] Phantasia – Inner Light
- 1992:[39] Orbital – Halcyon
- 1993:[40] Jam & Spoon – Right in the Night (Fall in Love with Music)
- 1993:[41] Energy 52 – Cafe del Mar
- 1993:[42] Quench – Dreams
- 1994:[43] Li Kwan – Point Zero

### Internationale Blütezeit (Mitte 1990er)
Innerhalb des deutschsprachigen Raumes gelangen einige Charterfolge, wie beispielsweise Robert Miles – Children (1995) oder B.B.E – Seven Days And One Week (1996). Dagegen entwickelte sich Großbritannien als der Kern der Szene. Britische DJs wie Sasha, John Digweed und vor allem Paul Oakenfold brachten Trance in die englischen Clubs, aber auch nach New York und Ibiza. Sinnbildlich hierfür steht Paul Oakenfold mit seiner Wiederveröffentlichung Not Over Yet (aus dem Jahre 1993), indem seine Produktion auf Platz 6 der UK Single Charts und sogar auf der Spitzenposition in den US Dance Club Songs und Israel Singles Charts landete.
Ab 1997 erfolgte in den Niederlanden mit dem Dutch Trance eine eigene (Uplifting-)Trance-Kultur durch Persönlichkeiten wie Tiësto, Armin van Buuren und Ferry Corsten (auch bekannt als Veracocha oder System F). Bis Ende der 1990er-Jahre wurde Hardcore Techno und Gabber in den Niederlanden durch den Dutch Trance als populärste Richtung der elektronischen Tanzmusik abgelöst.
1998 gelang Paul van Dyk mit seiner Single For an Angel aus der Neuauflage seines ersten Albums 45 RPM (1994) der internationale Durchbruch. Der Titel war zwei Wochen lang die Nummer eins der britischen und vier Wochen lang Nummer eins der deutschen Dance-Charts. Des Weiteren gab es auch Platzierungen in den US-amerikanischen, australischen, niederländischen, belgischen und skandinavischen Charts. Im selben Jahr veröffentlichte Andre Tanneberger unter dem Kürzel ATB seine erste Solosingle 9 PM (Till I Come), die Platz eins in den britischen und Platz 14 in den deutschen Singlecharts sowie Platinstatus in Dänemark, Australien, Schweden und dem Vereinigten Königreich erreichte. Es folgten Goldauszeichnungen in Südafrika, Italien und Norwegen. 1999 wiederholte er mit Don’t Stop den Platinstatus in Dänemark und Schweden.
Auswahl an bekannten Musikstücken dieser Zeit:
- 1995:[48] Robert Miles – Children
- 1996:[49] B.B.E – Seven Days And One Week
- 1997:[50] Kai Tracid – Your Own Reality
- 1998:[51] Paul van Dyk – For An Angel (PvD E-Werk Club Mix)
- 1999:[52] Sasha – Xpander
- 1999:[53] Delerium – Silence (DJ Tiesto Remix)

### Dominanz in der elektronischen Tanzmusik (2000er)
Während Tiësto dank seinem Remix von Deleriums Silence den internationalen Durchbruch feierte (darunter Platz drei der Billboard-Charts) sowie 2001 mit seinem Album In My Memory in den niederländischen Album-Charts den Gold-Status erreichte, setzte ein anderer niederländischer Künstler einen historischen Meilenstein in dieser Musikrichtung.
Am 18. Mai 2001 ging Armin van Buuren mit seiner Radioshow A State Of Trance (englisch „Trancezustand“) erstmals auf Sendung, in der er in einem zweistündigen Set die neuesten Trance-Tracks vorstellt. Anfangs noch auf dem niederländischen Radiosender ID&T Radio wuchs es über Jahre mit 100 FM Radiosendern und geschätzten 38 Millionen Hörern zur mehrmals ausgezeichneten „Best Mix Radio Show“ der Welt. Aus historischer Sicht prägte somit Armin van Buuren das Genre sowie allgemein die Elektronische Musik in nahezu allen Bereichen. Sein 2003 gegründetes Label Armada Music umfasst heute über 30 Sub-Labels und bietet eine Plattform für neue Künstler.
| Jahr                                       | 3. Platz         | 2. Platz         | 1. Platz         |
| ------------------------------------------ | ---------------- | ---------------- | ---------------- |
| 1998                                       | Judge Jules      | Carl Cox         | Paul Oakenfold   |
| 1999                                       | Sasha            | Carl Cox         | Paul Oakenfold   |
| 2000                                       | John Digweed     | Paul Oakenfold   | Sasha            |
| 2001                                       | Danny Tenaglia   | Sasha            | John Digweed     |
| 2002                                       | John Digweed     | Sasha            | Tiësto           |
| 2003                                       | Armin van Buuren | Paul van Dyk     | Tiësto           |
| 2004                                       | Armin van Buuren | Paul van Dyk     | Tiësto           |
| 2005                                       | Armin van Buuren | Tiësto           | Paul van Dyk     |
| 2006                                       | Tiësto           | Armin van Buuren | Paul van Dyk     |
| 2007                                       | John Digweed     | Tiësto           | Armin van Buuren |
| 2008                                       | Paul van Dyk     | Tiësto           | Armin van Buuren |
| 2009                                       | David Guetta     | Tiësto           | Armin van Buuren |
| 2010                                       | Tiësto           | David Guetta     | Armin van Buuren |
| Durchgestrichen sind alle Nicht-Trance DJs |                  |                  |                  |

Ebenfalls im Jahre 2001 gelang auch dem britisch-finnischen Trance-Projekt Above & Beyond weltweite Aufmerksamkeit durch den Remix von Madonnas What It Feels Like For A Girl, der auch für das offizielle Musikvideo verwendet wurde.
2002 wurde Tiësto erstmals von den Lesern des britischen Magazins DJ Mag zum besten DJ der Welt gewählt und verteidigte diesen Titel in den folgenden Jahren. Im Jahre 2003 war er mit Tiësto In Concert der erste DJ, der allein in einem Stadion (GelreDome in Arnheim, Niederlande) vor 25.000 Zuschauern Platten auflegte und übertraf dieses Ereignis am 13. August 2004, indem er bei den Olympischen Sommerspielen in Athen den Einmarsch der Athleten ins Stadion begleitete. Dies ist mit Millionen von Zuschauern in aller Welt wahrscheinlich der bis dato größte Gig eines DJs. Ebenfalls 2004 ehrte Königin Beatrix ihn wegen seiner Verdienste um die niederländische Dance-Szene mit der Verleihung des Ordens von Oranien-Nassau im Range eines Offiziers. Die Ehrung ist ähnlich der Verleihung des Bundesverdienstkreuzes in Deutschland. Im selben Jahr gewann Above & Beyond den Essential Mix of the Year-Award des Senders BBC Radio 1.
Die Beliebtheit der Musik spiegelte sich auch auf den großen Festivals wie Nature One, Mayday oder auch Trance Energy (von 2002 bis 2009 mit 30.000 Leuten jährlich ausverkauft) wider, indem stets Trance-DJs als Headliner aufgeführt worden sind.
Auswahl an bekannten Musikstücken dieser Zeit:
- 2001:[57] Madonna – What It Feels Like For A Girl (Above & Beyond 12″ Club)
- 2002:[58] Paul Oakenfold feat. Carla Werner – Southern Sun (Tiësto Remix)
- 2003:[59] Motorcycle – As The Rush Comes (Gabriel & Dresden Sweeping Strings Mix)
- 2005:[60] Above & Beyond vs. Andy Moor – Air For Life
- 2007:[61] John O’Callaghan feat. Audrey Gallagher – Big Sky (Agnelli & Nelson Remix)
- 2008:[62] Sunlounger feat. Zara – Lost

### Verstetigung als eigene Musikrichtung mit vielen Subgenres (2010er)
In einem langen Zeitraum von 2008 bis 2012 wurde Trance als populärste Elektronische Tanzmusik von EDM abgelöst. Ursprünglich vereinheitlichte der EDM-Begriff noch alle elektronischen Musikstile, wurde dieser von der amerikanischen Musikindustrie als eine eigene Musikrichtung geformt. Sinnbildlich hierfür steht David Guetta, der 2008 erstmals eine Top-5-Platzierung bei DJ MAG erreichte, sich jedes Jahr verbesserte und schließlich im Jahre 2011 (erstmals seit 1997) ein Nicht-Trance-DJ an der Spitze landete.
Bekannte Trance-DJs wie Arty, W&W, Dash Berlin, Sander van Doorn und allen voran Tiësto sowie mit Abstrichen auch Armin van Buuren oder Ferry Corsten schlossen sich EDM an. Dagegen etablierten sich Trance-Künstler wie Aly & Fila, John O’Callaghan oder The Thrillseekers als Vorreiter des heutigen Genres.
Auswahl an bekannten Musikstücken der 2010er Jahre:
- 2010:[66] Jon O’Bir feat. Fisher – Found A Way (Joint Operations Centre Remix)
- 2011:[67] Aly & Fila feat. Jwaydan – We Control The Sunlight
- 2012:[68] Paul van Dyk feat. Plumb – I Don’t Deserve You (Giuseppe Ottaviani Remix)
- 2013: RAM feat. Susana – RAMelia
- 2014:[69] Gareth Emery feat. Bo Bruce – U (Bryan Kearney Remix)
- 2015:[70] Gouryella – Anahera
- 2016:[71] The Thrillseekers pres. Hydra – Amber
- 2017: Bryan Kearney & Plumb – All Over Again
- 2018: Craig Connelly feat. Roxanne Emery – This Life
- 2019: Gareth Emery feat. Annabel - You’ll Be OK

### Heutige Zeit (2020er Jahre)
Nachdem sich in den 2010er Jahren die EDM breit weiterentwickelt hat, wurde auch das Trance-Genre weitaus diverser. Während in den früheren Jahren noch lange, progressiv komponierte Stücke das Genre beherrschten, sind die Werke der jüngeren Vergangenheit mitunter viel kürzer gehalten und weichen auch häufiger von der ursprünglichen progressiven Kompositionsweise ab. So feierten insbesondere in den 2010er Jahren Vocal und Uplifting Trance ihre Durchbrüche und sind auch zu Beginn der 20er Jahre vorherrschende Stilrichtungen. Insbesondere neue Künstler im Trance-Geschäft produzieren ihre Tracks mehrheitlich im Uplifting-Stil für die mittlerweile zahlreichen Labels. Bekannte Trance-Interpreten, die seit längerer Zeit im Geschäft sind, versuchen wiederum neue Stile auszubilden und zu prägen. So produzieren und remixen John O’Callaghan, Bryan Kearney oder Giuseppe Ottaviani mittlerweile zunehmend im Stile des Tech Trance, während Gareth Emery beispielsweise eher auf den Einsatz mechanischer Musikinstrumente zurückgreift. Auch hybride Produktionen, die Elemente aus Trance, House und Techno kombinieren, gewinnen zunehmend an Popularität.
Auswahl an bekannten Musikstücken der 2020er Jahre:
- 2020: Andrew Rayel & Robbie Seed feat. That Girl – Stars Collide
- 2021: Richard Durand & Susana – I Matter To You
- 2022: Ben Gold feat. Plumb - Same Sky Same Stars
- 2023: Craig Connelly & HALIENE – Other Side of the World

## Genres und Stilrichtungen der Trance-Musik
Trance hat mit der Zeit, besonders durch Überschneidung mit anderen Musikrichtungen, einige Untergenres entwickelt, die ihren eigenen Charakter haben. Wobei man Uplifting Trance, Progressive Trance, Acid Trance, Hard Trance und Psy-Trance als die Haupt- und wichtigsten Untergenres von Trance bezeichnen kann. Hier wären einzeln zu nennen:

### Acid Trance
Acid Trance bezeichnet eine Kreuzung zwischen Acid Techno und Trance, die sich teilweise auch mit Hard Trance überschneidet. Verbreitet war diese Unterform von Techno vor allem in den Jahren 1993 und 1994. Schnelle, Sechzehntel-betonte Sequenzen des Roland TB-303 wurden mit sanften und warmen Synthesizer-Flächen, manchmal auch Melodien verbunden. Das Tempo kann beim Acid Trance variieren.
Bereits 1994 veröffentlichte Kai Franz unter Tracid (zusammengesetzt aus „Trance“ und „Acid“) mit Toxic Twins – Skyscraper (Tracid Mix) seine erste Produktion. Bekannt wurde er allerdings erst ab 1997, als seine Single Your Own Reality auf Platz 22 der deutschen Singlecharts sprang. Obwohl das Genre bereits einige Jahre bestand, gilt er als Vorreiter für diese Musikrichtung.
Stiltypische Vertreter sind: Acrid Abeyance, A*S*Y*S, Emmanuel Top, Kai Tracid, Simon Berry und Solar Quest.
Stiltypische Stücke:
- 1993: Choice – Acid Eiffel
- 1995: Formic Acid – Dreams Of Fantasy
- 1996: Rave Creator – A New Mind (Thai Acid Mix)
- 1996: Atomic Junkies – One Way Out
- 1998: Art Of Trance – Madagascar
- 2002: Kai Tracid – Trance & Acid

### Balearic Trance
Balearic Trance hat seinen Ursprung auf den Balearen (hauptsächlich Ibiza). Er weist deswegen auch Ähnlichkeiten mit Ibiza House (Balearic House) auf. Balearic Trance ist ziemlich ruhiger Trance und liegt in der Regel bei 128–130 BPM. Er spielt auf das dortige schöne Wetter, das Meer und schöne Sonnenuntergänge an. Ein typisches Merkmal von Balearic Trance sind akustische Gitarren, Xylophone, Percussion (Trommeln), Meer- und Tiergeräusche.
Stiltypische Interpreten:
- Sunlounger
- Chicane
- Envio
- Agnelli & Nelson

Stiltypische Stücke:
- 1996: Chicane – Offshore
- 1998: ATB – 9 PM (Till I Come)
- 2008: Sunlounger feat. Zara – Lost
- 2008: Ørjan Nilsen – La Guitarra
- 2016: Gareth Emery - Sansa
- 2022: Ben Gold - Llévame A La Playa

### Deep Trance
Deep Trance ist die verlangsamte Form von Progressive Trance und findet sich im Tempobereich zwischen 110 und 120 BPM wieder. Es steht in enger Verwandtschaft mit dem Downtempo.
Stiltypische Stücke:
- 1995: Earth Nation – Elucidate
- 2004: Way Out West – Everyday
- 2005: Airwave – Space Beans
- 2016: Slam Duck – Tonight
- 2016: Vintage & Morelli feat. Arielle Maren – Sweet Surrender

### Dream House
Dream House [ˈdɹɪːmhaʊs] (auch Ibiza Trance) nennt man eine relativ langsame Mischung des Trance mit Elementen aus House und Eurodance mit prägnanten Melodien. Das Genre war Mitte der 1990er Jahre sehr erfolgreich.
Charakteristisch für den Dream House sind die „träumerischen“, meist melancholischen Melodien, die von einem tanzbaren 4/4-Beat unterlegt sind. Auf House verweist eigentlich nur der relativ langsame Beat, die sonst anzutreffende Funkyness ist im Dream House sehr stark zurückgenommen. Der archetypische Titel des Dream House ist Children von Robert Miles (1996), der die Welle zum Rollen brachte. Spätestens ein Jahr danach war der ganze Hype jedoch wieder vorbei, wenngleich bis heute immer noch neue Titel in diesem Genre erscheinen. Verwandt mit dem Dream House, aber meist härter und weniger „träumerisch“, ist der Pizzicato Trance.
Stiltypische Stücke:
- 1996: Robert Miles – Children
- 1996: Zhi-Vago – Celebrate (The Love)
- 1996: DJ Dado – X-Files
- 1997: Nalin & Kane – Beachball
- 1997: Imperio – Atlantis

### Hard Trance
Hard Trance bezeichnet eine „härtere“ und (oft) schnellere Unterart des Musikstils Trance mit Einflüssen aus Hardcore Techno und des Öfteren auch Acid Techno. Der härtere Eindruck entsteht durch eine dominierendere Bassline und aggressiveren Melodie-Elementen sowie einer anderen Wahl der Töne (Instrumente) z. B. 303-Acid-Lines (dann zum Teil eng verwandt mit Acid Trance) und häufigeren Einsatz von Verzerrer-Effekten (Hoover-Sound). Obwohl beim Hard Trance härtere Klänge und mechanische Rhythmen zum Einsatz kommen, kann Hard Trance im Gegensatz zu Progressive Trance und Tech-Trance zu den melodie-orientierten Trance-Stilen gezählt werden.
Hard Trance erlebte in den Jahren 1992 bis 2002 seine Höchstform, so dass einige Titel nicht nur in den Clubs und auf Raves, sondern auch in den Verkaufscharts erfolgreich waren. In seiner Gründerzeit noch um 145–160 BPM schnell, pendelte sich der Tempobereich später bei 140 Schlägen pro Minute ein. In letzter Zeit ist Hard Trance stärker mit Tech-Trance verschmolzen und gewann durch Tracks wie „Scot Project – W5 (Waiting For)“ (aus dem Jahre 2016) so wieder an Popularität.
Stiltypische Interpreten:
- Scot Project
- Alphazone
- DuMonde
- A*S*Y*S
- Bart Claessen
- DJ Dean
- Megara Vs DJ Lee

Stiltypische Stücke:
- 1993: Lunatic Asylum – The Meltdown
- 1993: Jones & Stephenson – The First Rebirth
- 1993: Paragliders – Paraglide
- 1994: Legend B – Lost in Love
- 1995: Raver’s Nature – Stop Scratchin’
- 2001: DJ Scot Project – O (Overdrive)
- 2005: Cosmic Gate – The Drums (Back2Back Mix)
- 2009: Gary D. – Halo
- 2014: Matt Bowdidge – Sinister (Indecent Noise Hard Mix)

### Pizzicato Trance
Pizzicato-Trance [pitːsiˈkaːto-] ist ein kommerzieller Ableger der Trance-Musik, der Ende der 90er Jahre kurzzeitig erfolgreich war.
Hauptmerkmal des Genres ist die konsequente Verwendung des elektronischen Pizzicato-Streicher-Sounds, der sowohl als Lead- als auch als Rhythmus-„Instrument“ genutzt wird. Die Struktur der Tracks ist meist sehr simpel und von einem einfachen Bass-Schema unterlegt.
Erstes Beispiel war „Insomnia“ von der britischen Gruppe Faithless im Jahre 1995.
Stiltypische Stücke:
- 1996: Future Breeze – Why Don’t You Dance With Me (Klubbheads Bigtime Pizzicato Dub)
- 1996: Red 5 – Da Beat Goes
- 1996: Red 5 – I Love You… Stop!
- 1996: Three ’N One – Reflect
- 1996: DJ Quicksilver – Bellissima
- 1996: M. R. – To France (JPO & Beam Mix)
- 1996: Sash! – Encore une fois
- 1997: Three ’N One – Sin City
- 1997: DJ Quicksilver – Free
- 1999: Mike Oldfield – The Millennium Bell

### Progressive Trance
Progressive Trance steht für „fortschreitenden“, „aufbauenden“ Trance. Damit ist der typische, sukzessive Aufbau der Kompositionen gemeint, der sich meist über mehrere Minuten erstreckt und stark im Gegensatz zur klassischen Strophe-Refrain-Struktur steht, die man auch oft bei Trance antrifft. Der Tempobereich liegt bei 128–134 BPM. Diese Musikart charakterisiert weiterhin ein gewisses Maß an Innovation. Die Tracks sind meist minimalistischer ausgeprägt, vor allem aber sind sie gekennzeichnet durch eine feinere Ausarbeitung und mehr Detail. Die Tonwahl orientiert sich an der Harmonik, vermittelt aber kaum klassische Melodien wie bei „traditionellem“ Trance.
Stiltypische Interpreten:
- Airwave
- Andy Moor
- Markus Schulz
- Andrew Bayer

Stiltypische Stücke:
- 1999: Sasha – Xpander
- 2004: Tilt – The World Doesn’t Know
- 2005: Above & Beyond vs. Andy Moor – Air For Life
- 2009: Gaia – Tuvan
- 2010: Markus Schulz feat. Justine Suissa – Perception
- 2013: BT – Skylarking

In der Goaszene wird der Ausdruck unter „Progressive Psytrance“ ebenfalls benutzt, für minimalistischen, sich progressiv aufbauenden Psytrance mit eher hüpfenden Basslines und einem deutlich minimalistischeren Arrangement und oft flächigen oder knarzenden Sounds bei 136–143 BPM.
Stiltypische Interpreten:
- Neelix
- Interactive Noise
- Sphynx

### Psytrance
Psytrance ist eine Weiterentwicklung des Goatrance mit moderneren Produktionsmitteln, der Bass kickt heftiger und ist voluminöser und rollender. Psytrance baut auf schnellen Sechzehntel-Mustern auf. Schneller Psytrance wird Full On Psytrance oder kurz Full On genannt. Man unterscheidet auch zwischen Morningpsytrance, Upliftingpsytrance, und Darkpsy. Darkpsychedelictrance ist sehr düster, hart und schnell, er kommt auf 145–160 Schläge pro Minute. Progressive Trance wird in der Goaszene für progressiv aufgebauten, minimalistischeren Psytrance verwendet. Der Unterschied zwischen schnellem Progressive und Psytrance besteht darin, dass der Basslauf von Psytrance energischer ist und Progressive niemals sehr viele Melodien und Tonspuren nebeneinander aufweist.

### Tech Trance
Tech Trance wird oftmals mit Uplifting Trance verwechselt. Beide Genres bewegen sich in der Regel im selben engen Tempobereich um 138–140 BPM. Im Gegensatz zum Uplifting klingt Tech Trance allerdings härter, perkussiver, rhythmusbetonter, elektronischer, komplexer und weniger sphärisch. Seine Verwandtschaft zu den oft monotonen Techno-Richtungen wie Progressive Techno, Schranz oder Detroit Techno ist jedoch bestreitbar. Tech-Trance lebt weniger von Melodielinien als vielmehr von aufwendigen Rhythmus-Arrangements und ausgeklügeltem Sound-Design. Heimat des Tech-Trance sind die Clubs, auf großen Raves und im Radio wird dieser Stil so gut wie nie gespielt.
Stiltypische Interpreten:
- John O’Callaghan
- Bryan Kearney
- Simon Patterson
- Marco V
- Sam Jones

Stiltypische Stücke:
- 1994: L.S.G. – Hearts
- 1995: Humate – 3.1
- 2001: Marco V – Godd
- 2005: Marcel Woods – Advanced (Trance Energy Anthem 2006)
- 2011: Bryan Kearney – Stealth Bomber
- 2013: Simon Patterson – Brush Strokes
- 2016: Joint Operations Centre – Dexathol

### Uplifting Trance
Uplifting Trance wird heute im Allgemeinen oft als Trance bezeichnet. Es beinhaltet weitere Unterkategorien wie Epic Trance, Orchestral Trance sowie Dutch Trance, der Ende 1990er den Hardcore Techno und Gabber in den Niederlanden als populärste Richtung bei der elektronischen Tanzmusik ablöste. Bezeichnende Merkmale sind eine relativ komplexe prägnante Melodie, energievolle Sounds und rollende Basslines sowie um die 138–140 BPM. Häufig wird diese Form des Trance auch in traditioneller Songstruktur gehalten, wobei derartige Stücke gelegentlich explizit als „Hymnen“ für Veranstaltungen komponiert wurden.
Stiltypische Stücke:
- 1998: System F – Out Of The Blue
- 1999: Veracocha – Carte Blanche
- 2003: Nu Nrg – Connective
- 2005: Luminary – Amsterdam (Super 8 & Tab Remix)
- 2005: John O’Callaghan & Bryan Kearney – Exactly
- 2011: Aly & Fila feat. Jwaydan – We Control The Sunlight
- 2012: Paul van Dyk feat. Plumb – I Don’t Deserve You (Giuseppe Ottaviani Remix)
- 2015: Matt Darey feat. Kate Louise Smith – See The Sun (Dan Stone Rework)

## Equipment

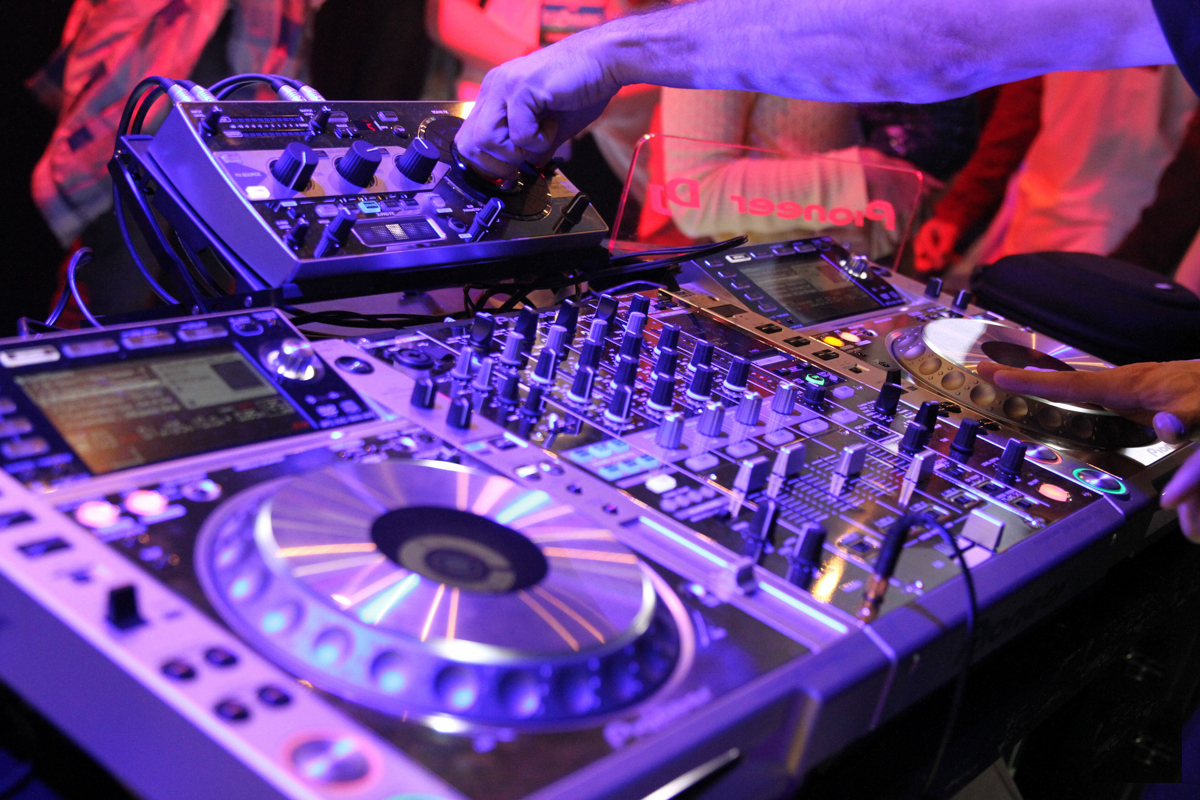
Standard DJ-Ausstattung

Verschiedene Instrumente werden immer wieder in Trance-Produktionen verwendet. Besonders die Modelle des japanischen Herstellers Roland werden hier gerne benutzt.
Folgende Geräte tauchen immer wieder auf:
- Korg M1
- Roland TB-303
- Roland JP8000

## Bedeutende DJs, Acts und Produzenten
- Above & Beyond
- Aly & Fila
- Andy Moor
- Armin van Buuren
- ATB
- Blank & Jones
- BT (Brian Transeau)
- Bryan Kearney
- Chicane
- Cosmic Baby
- Cosmic Gate
- DJ Taucher
- DuMonde
- Emmanuel Top
- Energy 52
- Ferry Corsten
- Gabriel & Dresden
- Gareth Emery
- Giuseppe Ottaviani
- Jam & Spoon
- John O’Callaghan
- Kai Tracid
- Kyau & Albert
- Lange
- Marc van Linden
- Marco V
- Markus Schulz
- M.I.K.E. Push
- Milk Inc.
- Paul Oakenfold
- Paul van Dyk
- Rank 1
- Regi Penxten
- Sander van Doorn
- Solarstone
- Stoneface & Terminal
- Talla 2XLC
- The Thrillseekers
- W&W
- Tiësto
- Ulli Brenner
- Yves Deruyter